# Maurice Blitz
Maurice Blitz (28 juli 1891 – 2 februari 1975) was een Belgisch waterpoloër. Hij nam tweemaal deel aan de Olympische Spelen. Hij behaalde twee zilveren medailles met het Belgische waterpoloteam.
Hij was de oudere broer van Gérard Blitz en de vader van de gelijknamige ondernemer Gérard Blitz, de naar Gérard vernoemde oprichter van Club Med.
Na het stoppen met spelen, ging hij niet direct met persioen. Hij was een tijd lang scheidsrechter en jureerde onder andere de finale van de olympische spelen van 1932
Gérard Blitz · 
René Bauwens · 
Maurice Blitz · 
Pierre Dewin · 
Albert Durant ·
Paul Gailly · 
Pierre Nijs · 
Joseph Pletincx
Gérard Blitz · 
Maurice Blitz · 
Pierre Dewin · 
Albert Durant · 
Paul Gailly · 
Joseph Pletincx · 
Joseph De Combe · 
Joseph Cludts · 
Georges Fleurix · 
Jules Thiry · 
Jean-Pierre Vermetten
- Bibliothèque nationale de France: cb16943832x (data)
- International Standard Name Identifier: 0000 0004 5100 3981
- Virtual International Authority File: 316738312